# قطعنامه ۱۲۷۰ شورای امنیت
قطعنامه ۱۲۷۰ شورای امنیت سازمان ملل متحد که در تاریخ ۲۲ اکتبر ۱۹۹۹ تصویب شد، سندی بین‌المللی دربارهٔ بررسی وضعیت در سیرالئون است. این قطعنامه طی نشست ۴۰۵۴ام با ۱۵ رای موافق، ۰ مخالف و ۰ ممتنع تصویب شد.